# Aggteleki Nemzeti Park
Az Aggteleki Nemzeti Park (ANP) Magyarország negyedikként alapított nemzeti parkja, melyet 1985-ben az Aggteleki Tájvédelmi Körzetből hoztak létre. Ez volt az első olyan nemzeti park az országban, amely kimondottan a geológiai értékek – a vidék felszíni karsztjelenségei és a híres cseppkőbarlangok – védelmére alakult meg, mindazonáltal a területén sok védett növény- és állatfaj is előfordul.

## Földrajza

### Elhelyezkedése
A nemzeti park 20 170 hektár területen helyezkedik el az Aggteleki-karszton, a Gömör–Tornai-karszt magyarországi részén. A terület alapvetően alacsonyhegységi-dombsági szinten helyezkedik el, csak néhány pontja éri el a középhegységi magasságot.

### Tájegységei
A park törzsterülete az Aggteleki-karszt, emellett délnyugaton a Putnoki-dombság, északkeleten az Alsó-hegy, délkeleten pedig a Szalonnai-hegység, a Bódva völgye és a Rudabányai-hegység kistáj tartozik hozzá.

### Földtörténete és kőzetei
A környék földtani fejlődéstörténetét a földtörténeti óidő (paleozoikum) végétől, a késői permtől (kb. 250 millió éve) követhetjük nyomon, amikor a régóta létező szárazföld a Vardar-óceán felnyílásának köszönhetően süllyedésnek indult. A meleg, száraz éghajlaton a lagúnák bepárlódó vizéből sók (gipsz, anhidrit) váltak ki, a nedvesebb periódusokban pedig a szárazföldről bemosódott agyag rakódott le.
A térséget nagyrészt a középidő (mezozoikum) triász időszakában, kb. 210-240 millió évvel ezelőtt képződött kőzetek építik fel. Eleinte a törmelékes-üledékes kőzetek (homokkő, agyagpala) rakódtak le, később, a tenger mélyülésével egyre több mésztartalmú anyag vált ki (márga, mészmárga, mészkő). A karsztjelenségek a mészkő felszínre kerülése, az azt fedő fiatal üledékek lepusztulása után fejlődtek ki. Az aggteleki karsztvidék nagyobbik része tipikus mészkőfennsík: e viszonylag kis területen a pleisztocéntől mindmáig tartó, mérsékelt övi karsztfejlődés szinte valamennyi formáját megfigyelhetjük.
A mésziszap az Eurázsiát és Afrikát elválasztó Tethys-óceán peremtengereinek partjaitól nem messze, a selfen ülepedett le. Egy részében (mint például a Vörös-tónál) szépen felismerhetők az egykori zátonyalkotó szervezetek vázai, más részét az egykori fenéklakó és iszapfaló állatok a felismerhetetlenségig átforgatták. A gutensteini formáció bitumenes mészkövei és dolomitjai sötétebb színűek, mint a vastagpados, kiválóan karsztosodó steinalmi mészkő és a kilométeres vastagságot is meghaladó wettersteini mészkő kőzetei.
A krétában (145-65 millió évvel ezelőtt) erős kéregmozgások a mészkőtömeget összetörték, meggyűrték és takarókban, illetve pikkelyekben más kőzetekre tolták. Az időszak végén a terület ismét szárazra került; a mostani hegyvidék valószínűleg ekkor kezdett el karsztosodni. Később, a neogénben az alacsonyabb térszíni helyzetű részeket néhányszor ismét elöntötte a tenger, a mostani fennsíkokra pedig több alkalommal vulkáni tufa hullott (a miocénban), és egy nagy folyó terítette rá kavicsos hordalékát.
A vulkáni tufa málladéka a leginkább az ősi töbrök kitöltéseként fennmaradt, mediterrán jellegű terra rossa (vörös agyag). A kiemelkedett mészkőtömbökben változatos felszíni és felszín alatti karsztformák fejlődtek ki. A pleisztocén és a jelenkor termékei még a törmelékkúpok, a lejtőtörmelékek, a patakhordalékok, valamint a barlangokban lerakódott agyag, kavics és mésztufa, a hegyek lábánál kiváló forrásmészkő is. A negyedidőszakban alakultak ki a jellegzetes felszíni formák, a sziklás völgyek és a töbörsorok is.

### Vízrajza

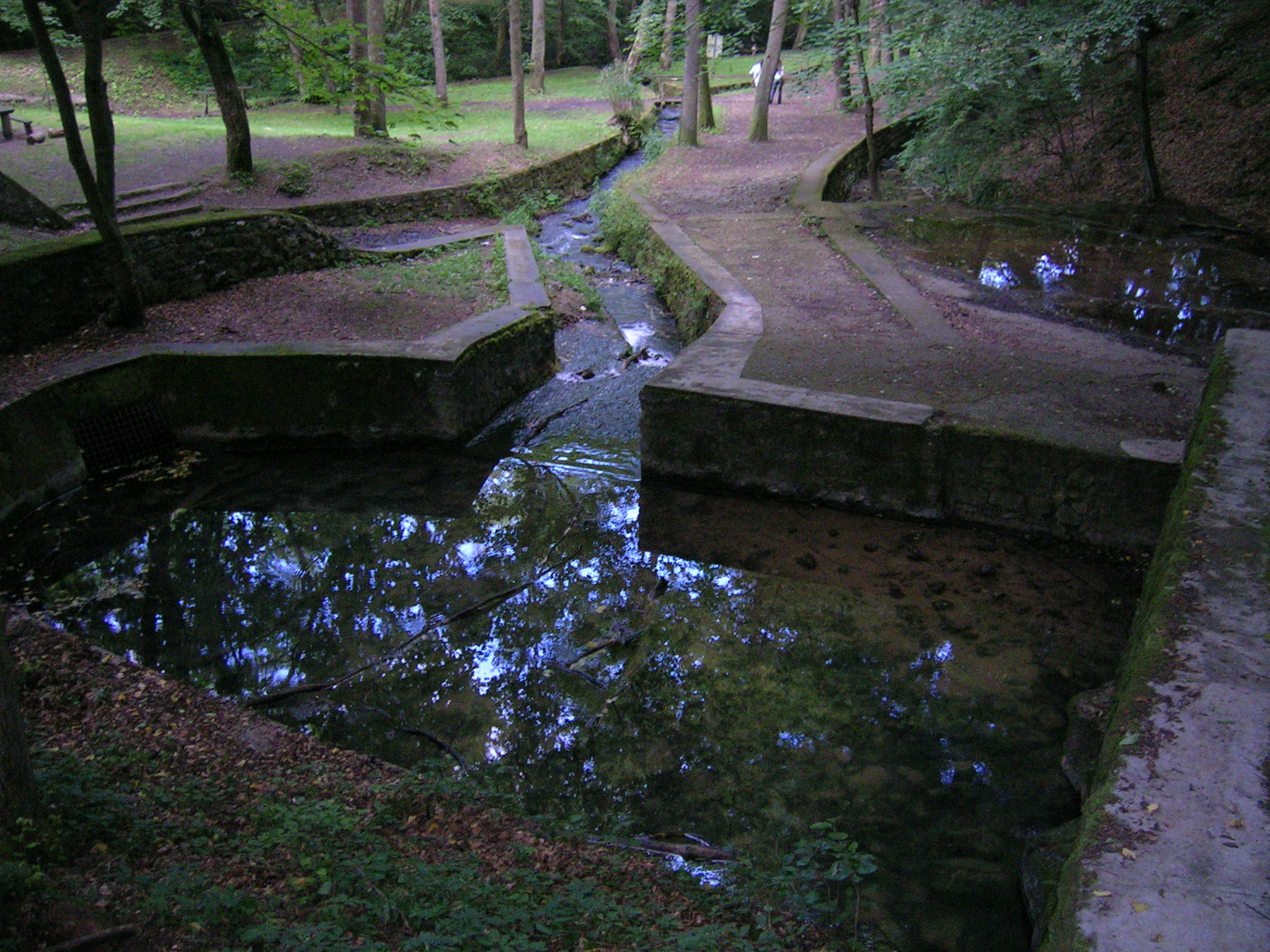
Jósva-forrás

A karsztvidék kőzeteinek tulajdonságai nehezen behatárolhatóvá teszik az egyes vízgyűjtőterületeket. Az egyes karsztforrások vízhozama is erősen ingadozó a csapadékmennyiségtől függően. A mészköves talajon zömmel kis területű és mélységű állóvizek jöttek létre, melyek alapvetően két csoportba sorolhatók: a töbörlyukakban, dolinákban képződött ún. töbörtavak/dolinatavak (például Vörös-tó) vagy eltömődött víznyelőkben kialakult állóvizek (például Aggteleki-tó). Csapadékos időben időszakos tavak is létrejöhetnek. A nemzeti park területén mesterséges tavak is vannak: ilyen a népszerű Tengerszem-tó, vagy a Ménes-völgyi halastó és a Rakaca-víztározó.
Az Aggteleki-karszton kilencven kisebb-nagyobb karsztforrás fakad. A nemzeti park legnagyobb hozamú vízfolyása a Jósvafő közelében eredő Jósva patak, melyet a legnagyobb karsztforrások (a Jósva-, a Kis- és Nagy-Tohonya- és a Kajta-forrás) táplálnak, illetve több kis ér és csermely mellett belefolyik a Ménes-patak is. A Jósva végül a Bódvába torkollik. Jelentős vízgyűjtő területe van a szintén Bódvába torkolló Telekes-pataknak is.

## Története

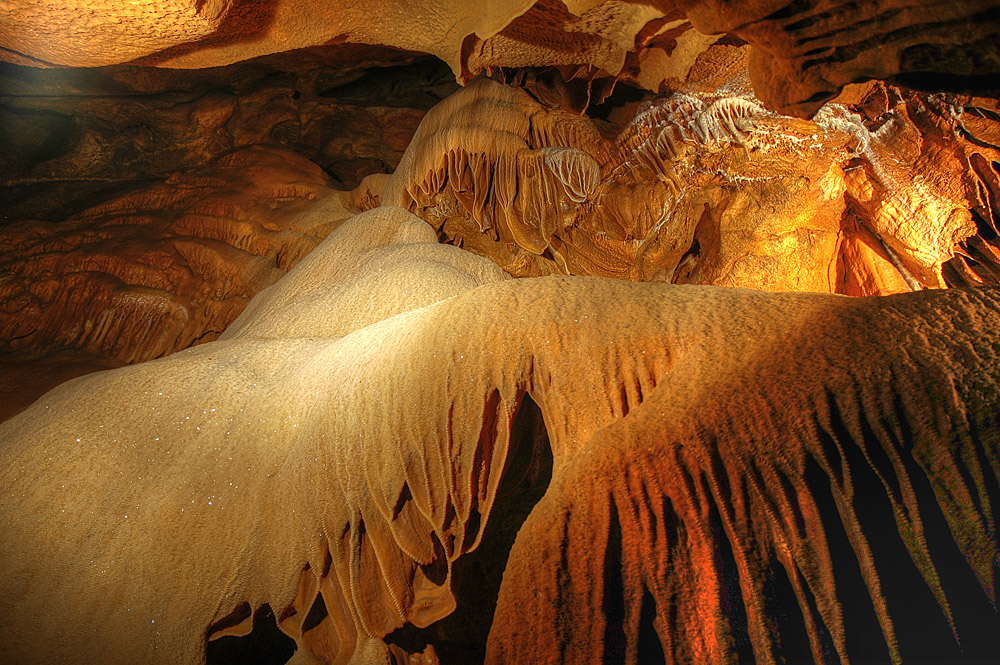
A Narancs-zuhatag a Vass Imre-barlangban

1940-ben és 1951-ben a Baradla-, 1953-ban a Béke-, 1956-ban Szabadság-, 1958-ban pedig a Vass Imre-barlang felszínét nyilvánították természetvédelmi területté. 1962-ben a karszt területén található összes barlang természetvédelmi oltalom alá került az 1961. évi 18. számú, természetvédelemről szóló törvényerejű rendelet eredményeképpen.
1978-ban az Országos Környezet- és Természetvédelmi Hivatal elnöke 8/1978. OKTH számú határozatával létrehozta az Aggteleki Tájvédelmi Körzetet, amely a Bükki Nemzeti Park szervezetén belül működött. 1979-ben az UNESCO a tájvédelmi körzetet MAB (Ember és Bioszféra) programjában bioszféra-rezervátummá nyilvánította, s két magterületet jelölt ki a Haragistya, valamint a Nagyoldal térségében. A bioszféra-rezervátum magterülete mintegy 2,35 km². 1983-ban az Esztramos-hegy egyes területeit is a tájvédelmi körzethez csatolták.
1985. január 1-jén alakult meg az Aggteleki Nemzeti Park 19708 hektáros területen, amelyet az OKTH elnöke 7/1984. (XII. 25.) rendeletével hozott létre az Aggteleki Tájvédelmi Körzet helyén. Székhelye eleinte a Baradla-barlang fogadóterében található Turistaszálló épületében volt, majd átkerült Jósvafőre. Később az Aggteleki Nemzeti Park I. fokú természetvédelmi hatósági jogkört kapott, amit a hozzárendelt illetékességi területen – a Sajó, a Hernád és az országhatár által határolt terület – lát el. A parkot 2001-ben bővítették az Esztramos-hegy egészének védetté nyilvánításával, területe ekkor érte el a 20 170 hektárt.

## Természeti értékei

### A barlangok

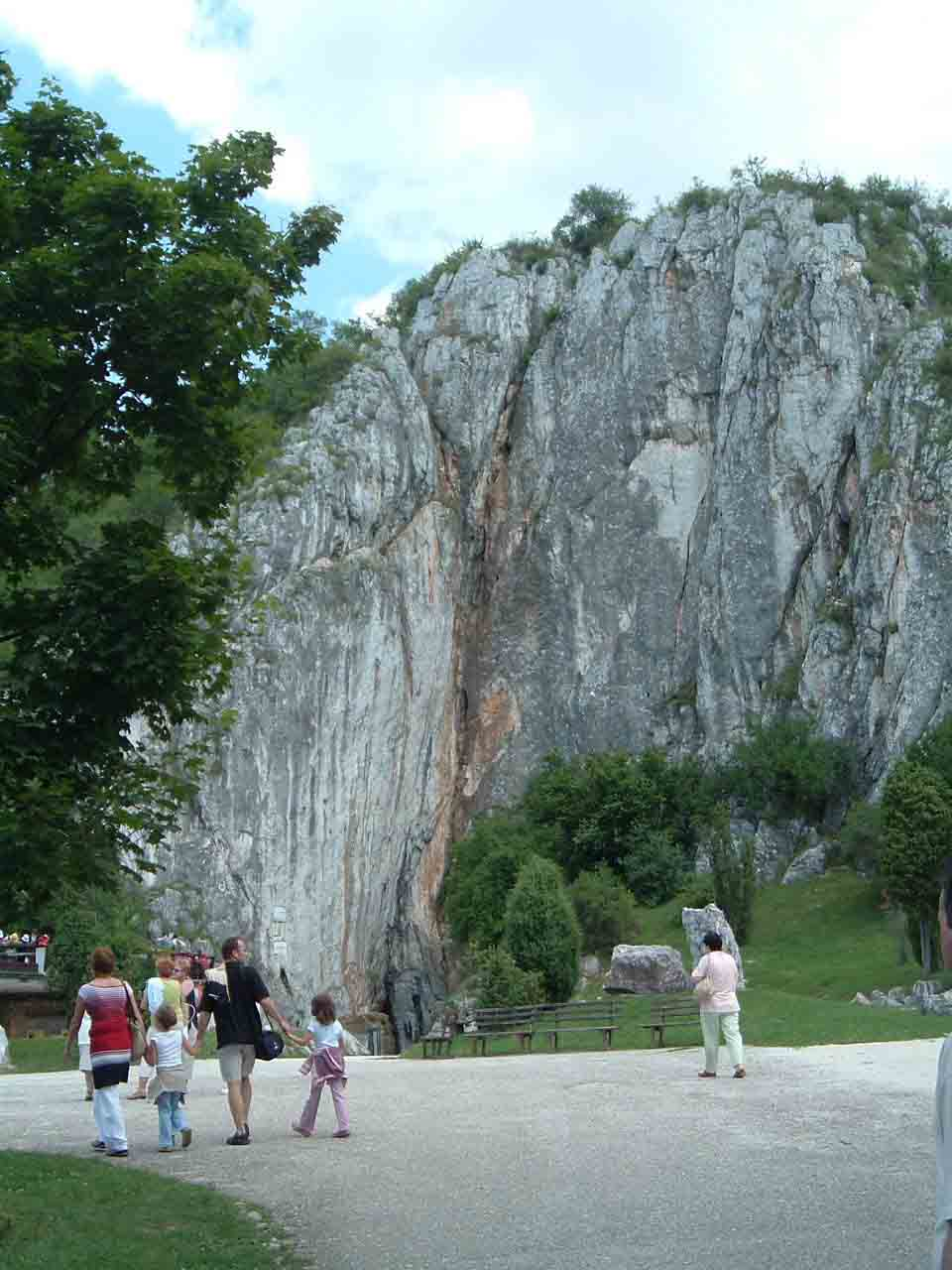
Aggteleki barlangbejárat

A Gömör–Tornai-karszt az egész Földön egyedülálló sűrűségben és változatosságban vonultatja fel a mérsékelt övi középhegységi karsztjelenségeket: mintegy 1200 barlang ismeretes a területén, ebből 273 Magyarországon, az Aggteleki Nemzeti Park határain belül nyílik, melyek közül 25 fokozottan védett.  A barlangok is rendkívüli sokféleséget mutatnak: vannak köztük aktív patakos, függőleges és hasadék-aknabarlangok, illetve zsombolyok. A karbonátok kiválásának nemzetközileg számontartott alaptípusainak mintegy kétharmada megfigyelhető egyes barlangokban: függő- és állócseppkövek, cseppkőoszlopok, cseppkőzászlók, heliktitek, mésztufagátak, aragonitbokrok, borsókövek.
Az Aggteleki-karszt és a Szlovák-karszt barlangjait az UNESCO világörökség Bizottsága 1995. december 6-án berlini ülésén a világörökség részévé nyilvánította, egyszerre az új-mexikói (USA) Carslbad Caverns Nemzeti Parkkal. Korábban csak kétszer vettek fel barlangot, mint természeti értéket a világörökség listájára: először a világ leghosszabb barlangját, az 560 km-es Mammoth-barlangot (USA, Kentucky), majd a világ legnagyobb vízhozamú földalatti folyómedrét, a szlovéniai Skocjani-barlangot nyilvánították a világörökség részének.

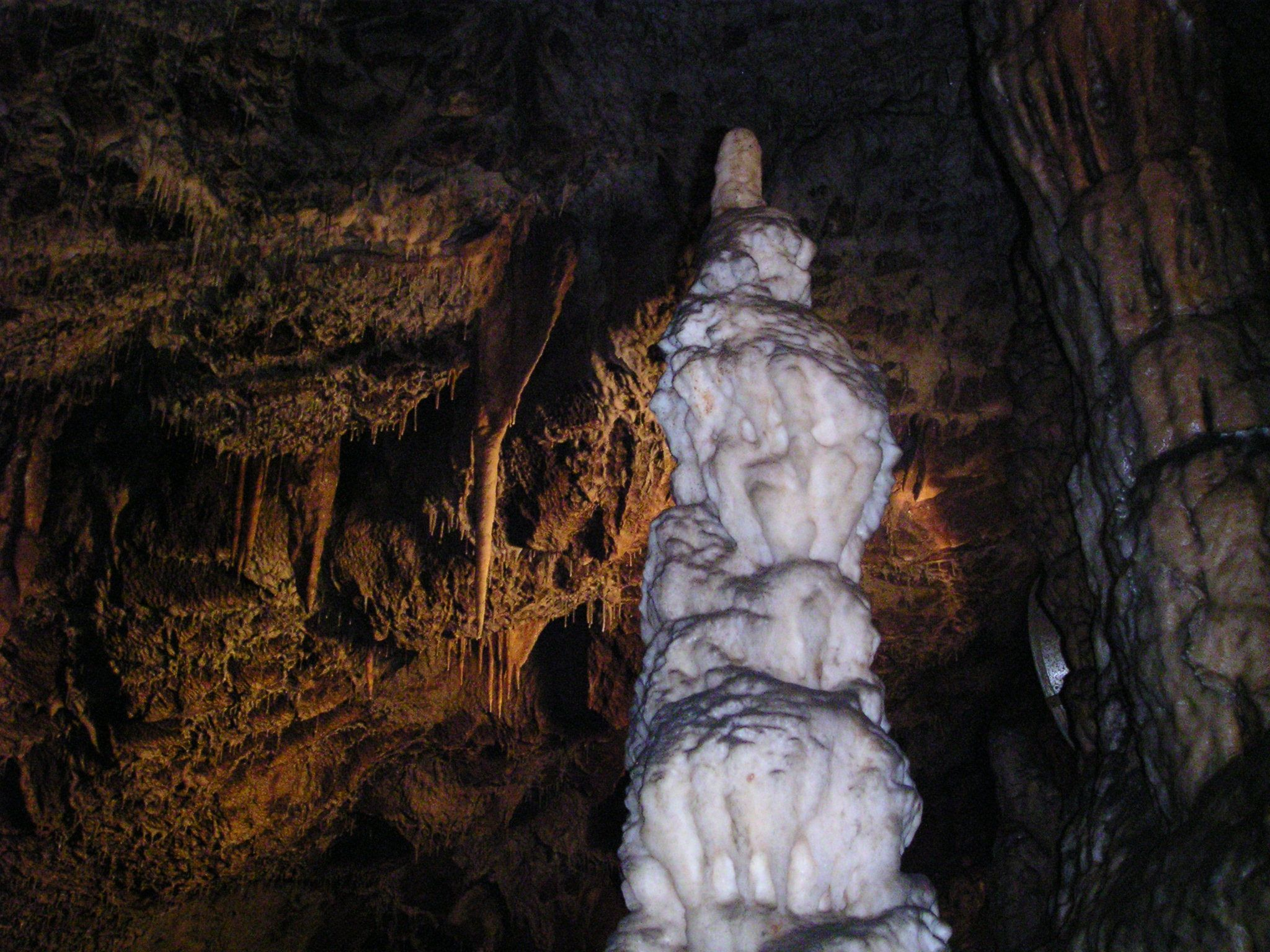
Cseppkő a Baradla-barlangban

A világörökségi egyezmény kimondja, hogy erre a címre csak a legkiemelkedőbb, minél sértetlenebb természeti értékek pályázhatnak, amelyek megőrzése biztosítható. Az Aggteleki- és Szlovák-karszt barlangjai címen, Magyarország és Szlovákia közösen összeállított és a Világörökség Bizottság elé terjesztett pályázati anyagának legfőbb szakmai érvei a felszín alatti világ rendkívüli változatossága, komplexitása és viszonylagos érintetlensége voltak.
A Nemzeti Park két barlangja is világrekorder: a Szlovákiába is átnyúló, zömmel Magyarország területén elhelyezkedő, 25 kilométeres kiterjedésű Baradla–Domica-barlangrendszer a mérsékelt égöv leghosszabb aktív patakos barlangja, az 503 méteres tengerszint feletti magasságban elhelyezkedő Szilicei-jégbarlang pedig a világ legalacsonyabban fekvő jégbarlangja.
A Meteor-barlangban található Magyarország egyik legnagyobb föld alatti terme, a Titánok csarnoka, mely nevét a közepén található hatalmas méretű cseppkövekről kapta.

### A felszíni karsztjelenségek
A fennsíkok leggyakoribb karsztformája, a töbör, afféle tölcsérszerűen oldott mészkőtányér – szlovákul dolinának nevezik, magyarul azonban a dolina szó egy másik felszíni karsztformát (vakvölgy) jelöl. Különféle karrmezőkkel – népies nevükön ördögszántásokkal – is találkozhatunk (gyökérkarr, rácskarr, lejtőkarr, sziklakarr), főleg az aggteleki Tó-hegy oldalában. A karsztfennsíkokon, a töbrökben és dolinákban kialakult víznyelők biztosítják a barlangok vízutánpótlását.

### Növényvilág

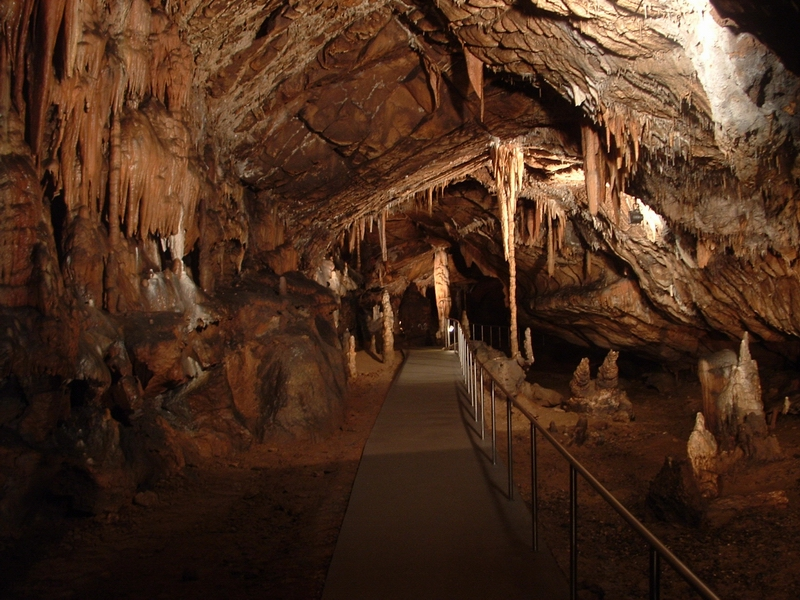
Betonjárdával és villanyvilágítással kiépített rész a Baradla-barlangban

Az Aggteleki-karszt önálló flórajárás a Pannon és a Kárpáti flóratartomány határán. Viszonylag kis területen a növényvilág rendkívül változatos, fajgazdag. Ez a változatos térszínnek köszönhető: a karsztfennsíkok, a déli lejtők, a barlangok, a mély szurdokvölgyek és a szélsőséges mikroklímájú töbörlyukak mind-mind másfajta életteret biztosítanak a különféle igényű élőlényeknek.
Az Aggteleki Nemzeti Parkban 1327 hektáros erdőrezervátumot alakítottak ki; ennek magterülete 596 hektár. Leggyakoribb erdőtársulása gyertyános–kocsánytalan tölgyes (Querco petreae-Carpinetum), a mélyebb szurdokokban középhegységi bükkösöket, szurdokerdőket, a fennsíkokon pedig hárs-kőris sziklai sztyepperdők nőnek. A délebbi, kissé melegebb vidékeken sziklagyepekkel, lejtősztyepp foltokkal váltakozó molyhos tölgyes bokorerdők találhatók.
A lágyszárúak közül a fokozottan védett, endemikus tornai vértő a park egyik legféltettebb kincse. Ritkaság a szintén fokozottan védett osztrák sárkányfű is. A karsztmezők gyakori növénye a leánykökörcsin, a korai fehér szegfű és a kakasmandikó.
A patakvölgyekben viszonylag nagy mocsárrétek, összefüggő magassásosok és magaskórósok, valamint a partokon égerligetek nőnek. A völgytalpak szélén állandóan szivárgó rétegforrásokon kialakult gyapjúsásos láprét-foltocskákon értékes, ritka növények élnek.

### Állatvilág

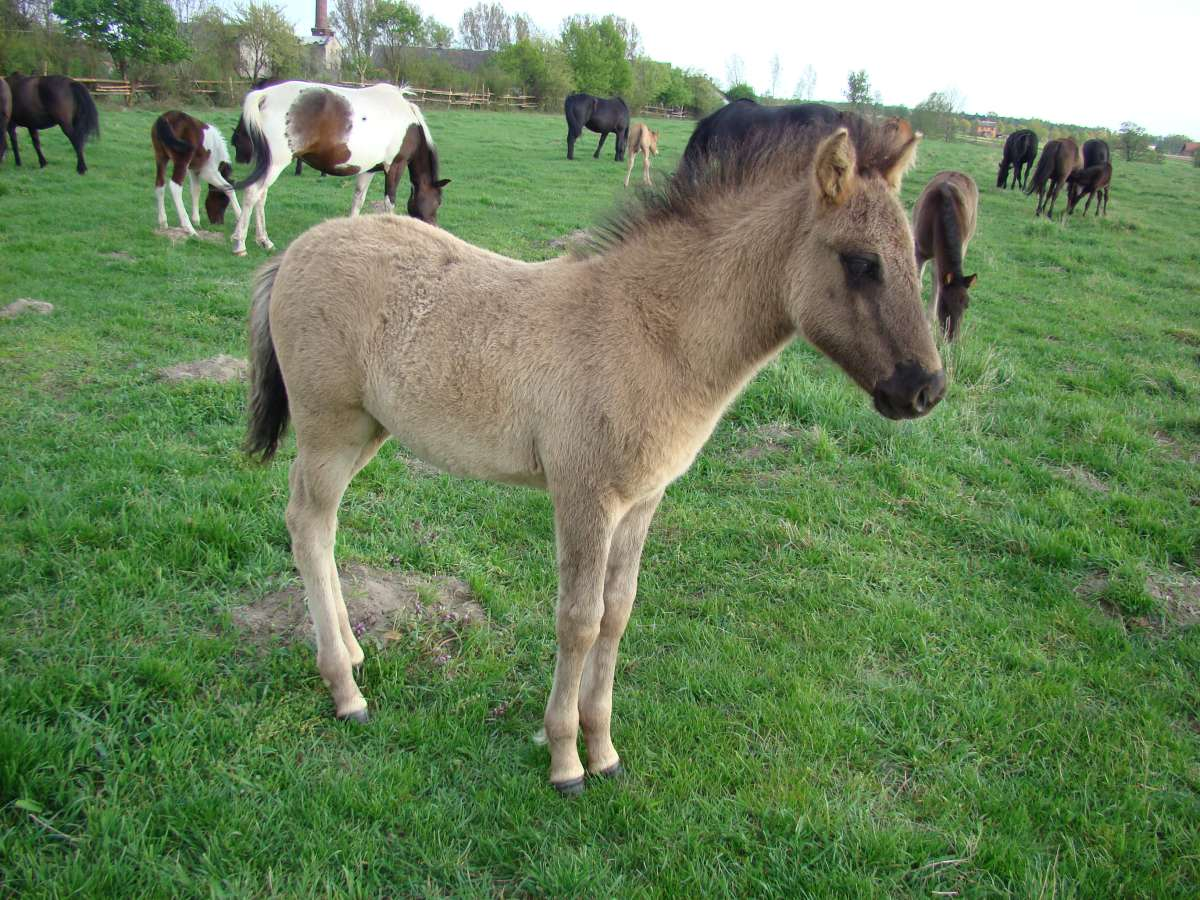
Hucul ló

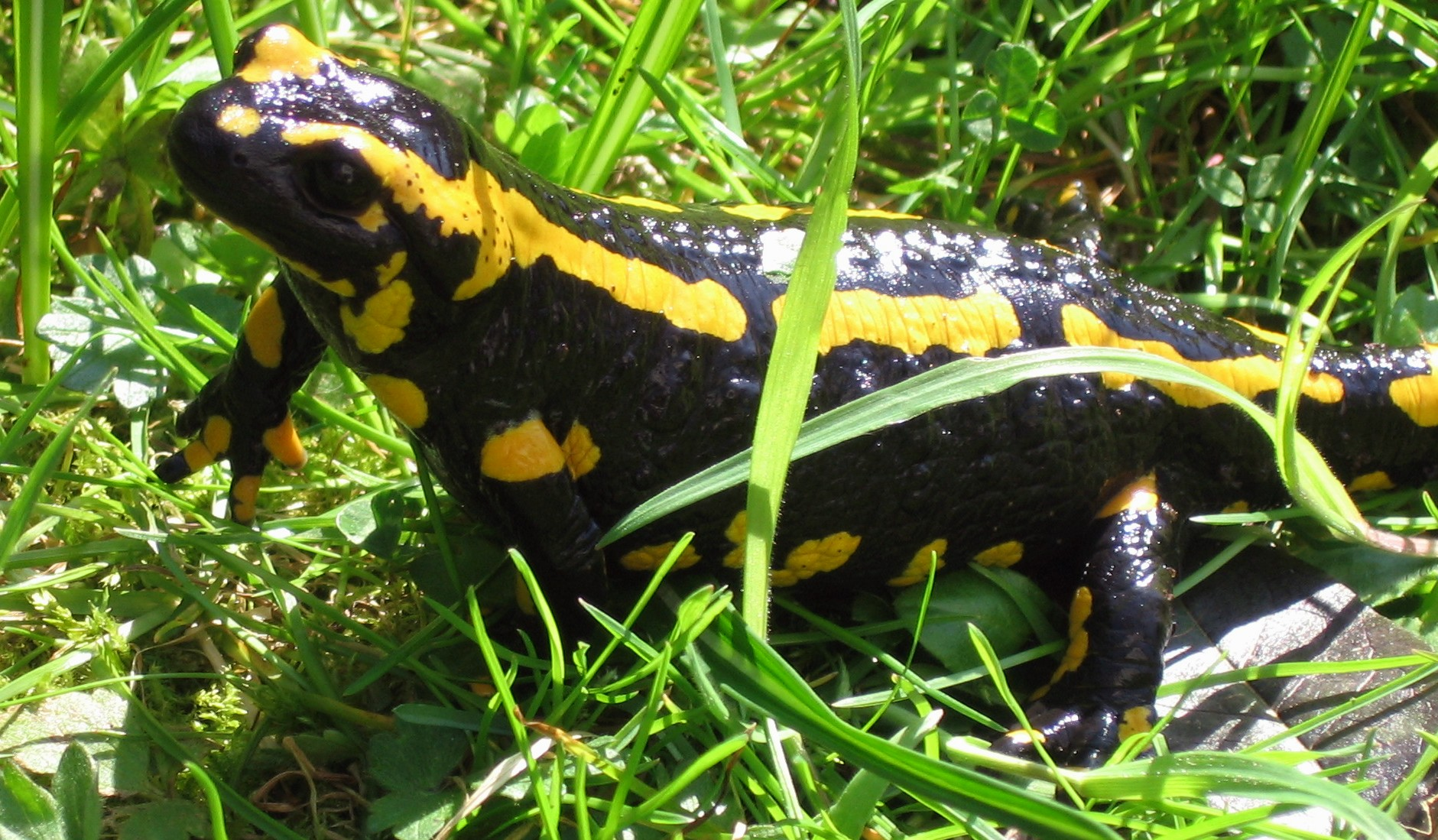
Foltos szalamandra

Az élőhelyek és a növények sokfélesége magával vonta az itt élő állatfajok változatosságát. Az ANP területén 413 védett és fokozottan védett állatfaj fordul elő. Az erdők nagyvadállománya gazdag, fő képviselői a gímszarvasok, őzek és vaddisznók. Örvendetes, hogy az utóbbi időben olyan nagyragadozók is visszatelepültek az Északi-középhegységbe, mint a farkas, vagy a hiúz. A kisemlősök közül az ürgeállományt fontos megemlíteni, mivel a terület ragadozó madarai – egerészölyvek és ritka parlagi sasok – számára szolgál prédául. A nemzeti park erdőiben költ az egyetlen Magyarországon fészkelő fajdféle, a császármadár, de süvöltőkkel, búbos cinegékkel és sárgafejű királykákkal is találkozhatunk – ez utóbbiakkal főleg a telepített fenyvesekben. A vizek mentén viszonylag nagy példányszámban élnek jégmadarak, vízirigót viszont csak elvétve láthatunk. A nyílt területek jellemző madara a cigánycsuk és a tövisszúró gébics.
Az ANP sok hüllőfajnak is otthont ad: erdei, vízi-, kockás és rézsiklók is előfordulnak itt. A gyíkok közül a pannon gyík számít a legértékesebbnek, a kétéltűek közül pedig a park címerében is szereplő foltos szalamandra emelendő ki. Nagyon gazdag a karsztvizek halállománya is: eddig 42 fajt számláltak össze, melyek közül 13 védett.  A forrás közelében él például a kövi csík és a fenékjáró küllő, az alsóbb szakaszok jellegzetes lakója pedig a felpillantó küllő és a Petényi-márna, vagy az előbbieken is élősködő tiszai ingola.
A rovarvilág is igen nagy változatosságot mutat. Egyedül a lepkék fajszáma meghaladja a kétezret! A kis Apolló-lepke legnagyobb hazai állománya a nemzeti park területén él, de gyakori a védett fecskefarkú és a kardoslepke. Az egyenesszárnyúak közül még megemlítendő az erdélyi kurtaszárnyú szöcske, vagy a nagyméretű ragadozó fűrészlábú szöcske. Csak itt fordul elő hazánkban a zöld rétisáska. A meleg igényes imádkozó sáskával is találkozhatunk a déli fekvésű lejtőkön.
A barlangok külön, sajátos élővilággal rendelkeznek. Ötszáznál is több barlanglakó és barlangkedvelő faj él az Aggteleki-karsztvidéken, melyek közül sok ritkaságnak számít (például a magyar vakfutrinka, az aggteleki vakbolharák, a szemercsés vakászka valamint egy gilisztafaj, az Allolobophora mozsariorum, melyet mindeddig csak a Baradla Rövid-Alsó-barlangjában találtak meg). Az Európában élő 28 denevérfaj közül 21 előfordul a nemzeti park barlangjaiban.
A park területén látható hazánk egyetlen állami tulajdonú, több mint 120 lóból álló huculménese.

## Kulturális értékek

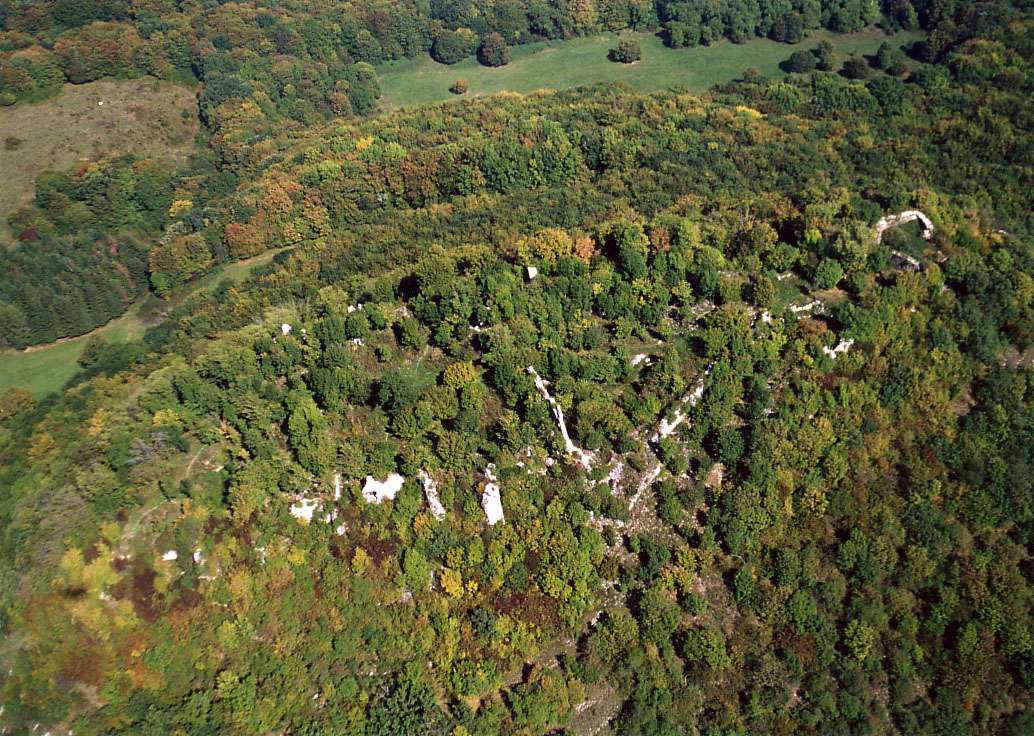
Szögliget - Szádvár romjai

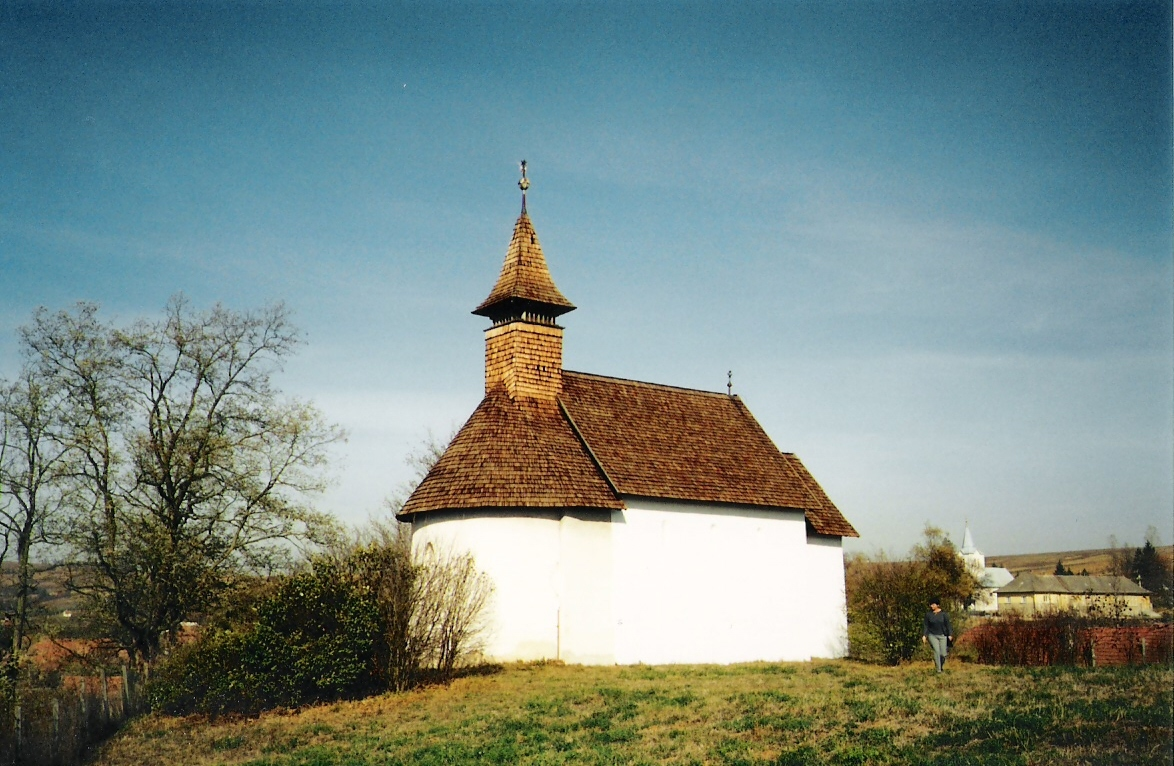
Rakacaszendi templom

Az Aggteleki Nemzeti Park vidéke nem csak természeti, hanem kulturális és történeti érdekességekben is bővelkedik. A rudabányai ősemberszabású-lelőhely világviszonylatban is kiemelkedő jelentőségű. Az itt talált emberszabásúak (Rudapithecus hungaricus) 11,5-10 millió éve éltek ezen a területen.
A Homo sapiens képviselői már az őskortól fogva előfordultak a területen. Az újkőkorszakban kezdődött meg a földművelés. A bükki kultúrára utaló eszközök, vonaldíszes cserépedény-maradványok nagy számban kerültek elő. A bronzkorból és a korai vaskorból sok aranytárgy, karperecek, gyűrűk, fekete edénydarabok maradtak fenn.
A környékbeli települések középkori eredetűek. A tatárjárást követő újjáépítés szép emlékeivel találkozhatunk a karsztvidéken. Martonyi határában, az erdőben helyezkedik el az 1347-es alapítású pálos rendi kolostor, melynek helyreállítási munkálatai most is folynak. Szalonnán 12. századi eredetű, később félköríves apszissal bővített Árpád-kori körtemplom látható, melynek 1426-ban készültek el falképei, a szepességi András mester alkotásai. Egyedülálló a magyar építészet történetében a tornaszentandrási ikerszentélyes templom, melyhez hasonló megoldásokkal csak az olaszországi Merano környékén találkozhatunk. Román kori templommal büszkélkedhet Rakacaszend, Zubogy és Ragály.
A nemzeti park területén található az 1250-es években épült Szádvár, hazánk egyik legnagyobb vára, melyet IV. Béla a tornai uradalom védelmére emeltetett. A régebbi múltat a földvárak (például a keleméri Mohosvár) maradványai idézik, míg újabb építésű a barokk stílusú tornanádaskai kastély, a Gyulay grófok, majd a Hadik család birtoka. A modern történelem egyik emlékhelye Szádvártól nem messze fekszik: Derenk lengyelek lakta faluját 1943-ban számolták fel vadászterület létrehozása céljából, ahol a házak maradványai, a temető és az iskola romjai mindmáig állnak.
Megemlítendő a népi építészet változatos kínálata, amely a palóc épületekre jellemző népi motívumokkal, díszített tornácokkal, homlokzatokkal ajándékozta meg a környék településeit.

## Környezeti nevelés

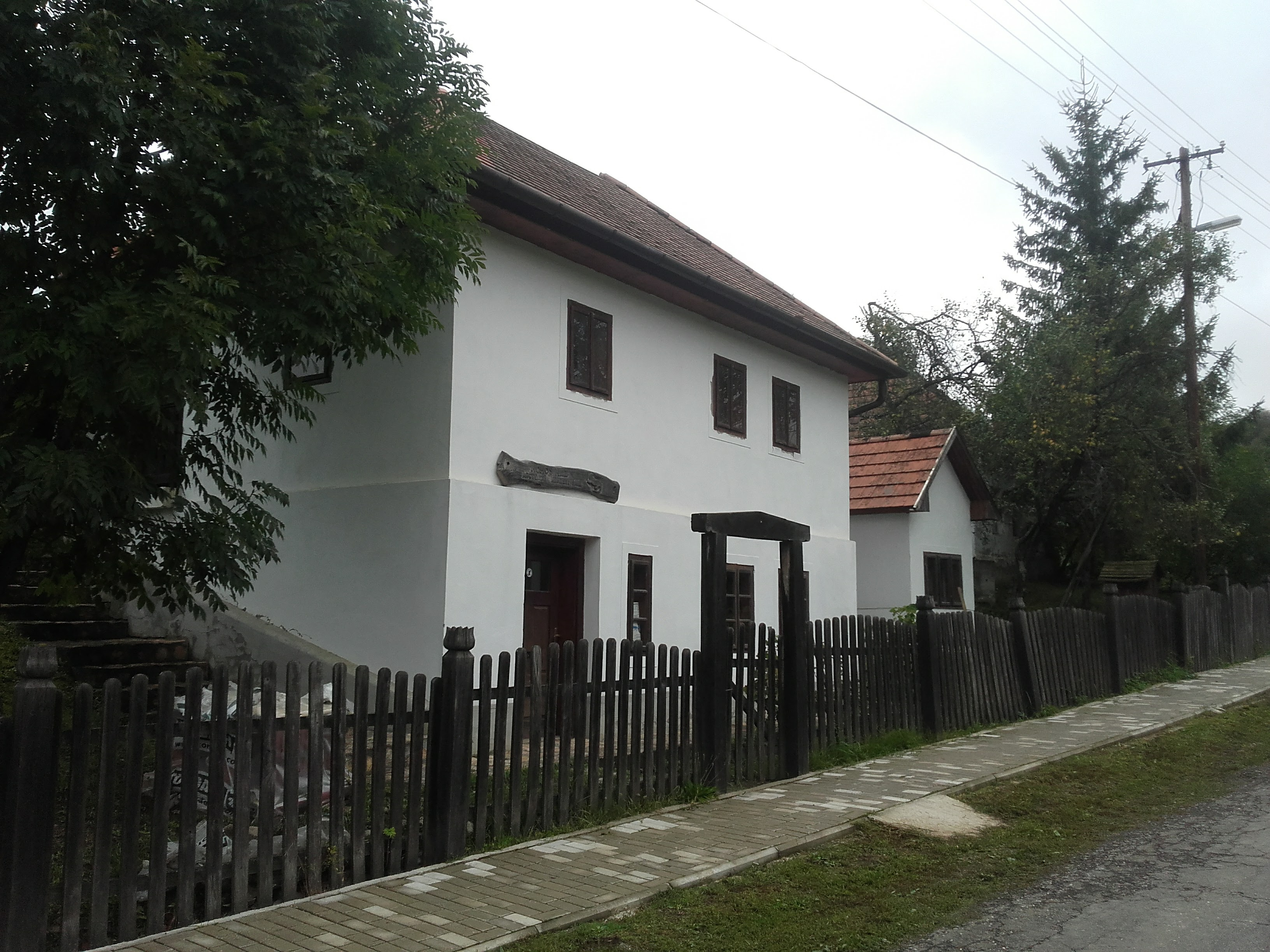
A Mohos-ház Keleméren

Az Aggteleki Nemzeti Park vezetése kiemelt fontosságot tulajdonít az ifjúság környezettudatos nevelésére és az ismeretterjesztésre. Ennek érdekében 2004-ben Jósvafőn nyitotta meg kapuit az oktatási központ, amely előadásokat, tantermi és terepgyakorlatokat, túrákat illetve erdei iskolát szervez. A túrákon megismerkedhetünk a park falvaival, felszínével, növényzetével és állatvilágával.
A park előadásokkal és túraprogramokkal várja a látogatót a természetvédelem jeles napjain, így például a víz világnapján, a föld napján vagy a madarak és fák napján. A Nemzeti Park égisze alatt rendszeresen megrendezik a jósvafői kézműves tábort, a természetismereti tábort, valamint a madárvonulás-kutató tábort, ahol az érdeklődők mélyebben elmerülhetnek a természet csodáiban.
Az ANP nemcsak az ifjúság, hanem a tanárok tájékoztatására, képzésére is gondot fordít. A tudományos kutatások számára is teret biztosít.

### Tanösvények
Az ANP hét tanösvénye:
- Baradla-tanösvény (1983),
- Tohonya-Kuriszlán Tanösvény (1995),
- Alsó-hegyi Zsombolyos Tanösvény (2000),
- Szádvár-tanösvény,
- Borz-tanösvény,
- Fürkész-tanösvény,
- Bódva-völgyi tanösvény (2005, felújítva: 2011).

Ezek mentén több információs táblát és bemutatóhelyet alakítottak ki.

## Képgaléria

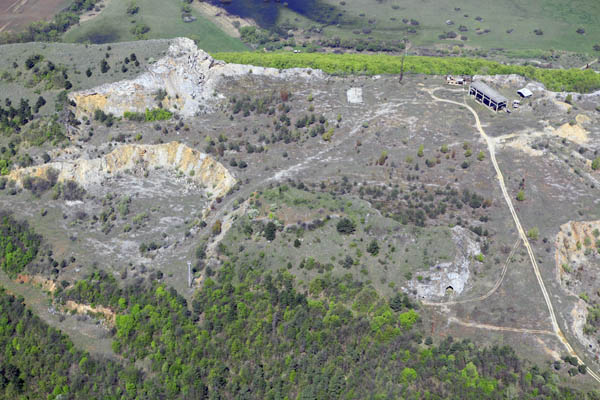
Esztramos hegy légifotó
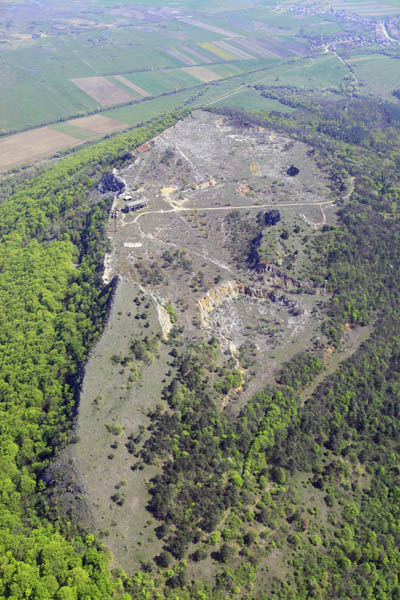
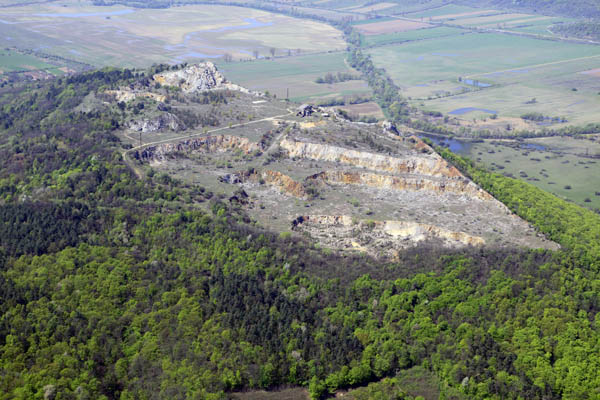
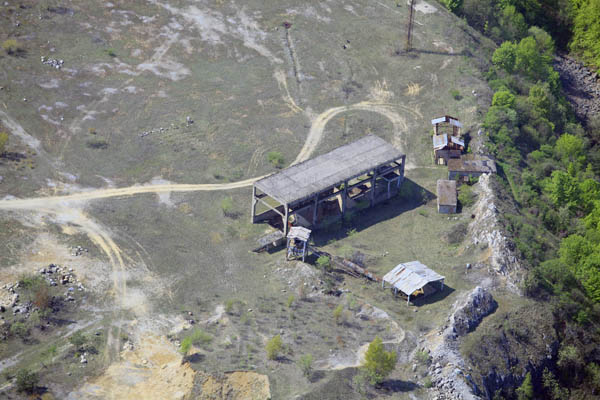